# Calophasia tenera
Calophasia tenera là một loài bướm đêm trong họ Noctuidae.